# We of the Never-Never
We of the Never-Never ist ein 1908 erschienener autobiografischer Roman von Jeannie Gunn. Es handelt vom Leben der Autorin auf der Rinderfarm Elsey Station in der Nähe von Mataranka im Northern Territory in Australien. Nur die Namen der handelnden Personen wurden ausgetauscht, die erzählten Geschichten hatten sich so zugetragen.
1927 wurde der Roman ins Deutsche übersetzt und 1982 mit dem gleichen Namen verfilmt.